# Магда Сабо
Вижте пояснителната страница за други личности с името Сабо.
Магда Сабо е унгарска писателка. Пише новели, драми, есета, мемоари и поезия. Тя е най-превежданият унгарски писател, с публикации в 42 страни и на над 30 езика.

## Биография
Родена е на 5 октомври 1917 г. в Дебрецен, Унгария. Почива на 19 ноември 2007 г. в Керепес, Унгария.
През 1949 г. е удостоена с литературната награда „Баумгартен“, но по-късно по политически причини отличието ѝ е отнето, а самата писателка е уволнена и не може да публикува чак до 1958 година. Носител е на най-престижната унгарска литературна награда „Кошут“ (1978).
На български език са преведени романите ѝ „Вратата“ (ИК Колибри 2017), „Фреска“ (Народна култура 1980), „Сърната“ (Христо Г. Данов, 1981), „Старомодна история“ (Народна култура, 1982), „Карнавал“ (Отечество, 1987).